# 北海道東北開発公庫法
北海道東北開発公庫法（ほっかいどうとうほくかいはつこうこほう、昭和31年5月11日法律第97号）は、かつて存在した政策金融機関である北海道東北開発公庫に関する法律である。
「東北開発促進法」および「東北開発株式会社法」とともに、東北開発三法（東北三法）といわれる。1999年（平成11年）10月1日施行の日本政策投資銀行法（廃止）附則17条により廃止された。

## 沿革
- 1956年（昭和31年）：北海道開発公庫法（昭和31年5月11日法律第97号）制定
- 1957年（昭和32年）：北海道開発公庫の北海道東北開発公庫への改組に伴い、北海道東北開発公庫法と改題（北海道開発公庫法の一部を改正する法律（昭和32年4月27日法律第82号））
- 1961年（昭和36年）3月28日：改正（北海道東北開発公庫法の一部を改正する法律（昭和36年3月28日法律第10号））
- 1963年（昭和38年）3月20日：改正（北海道東北開発公庫法の一部を改正する法律（昭和38年3月20日法律第21号））
- 1964年（昭和39年）3月31日：改正（北海道東北開発公庫法の一部を改正する法律（昭和39年3月31日法律第28号））
- 1987年（昭和62年）6月2日：改正（民間都市開発の推進に関する特別措置法（昭和62年6月2日法律第62号）附則第8条）
- 1987年（昭和62年）9月4日：改正（日本電信電話株式会社の株式の売払収入の活用による社会資本の整備の促進に関する特別措置法の実施のための関係法律の整備に関する法律（昭和62年9月4日法律第87号）附則第2条）
- 1991年（平成3年）4月26日：改正（日本開発銀行法等の一部を改正する法律（平成3年4月26日法律第43号））
- 1993年（平成5年）6月14日：改正（商法等の一部を改正する法律の施行に伴う関係法律の整備等に関する法律（平成5年6月14日法律第63号））
- 1998年（平成10年）12月15日：改正（日本開発銀行法等の一部を改正する法律（平成10年12月15日法律第144号））
- 1999年（平成11年）6月11日：日本政策投資銀行法（平成11年6月11日法律第73号）附則第17条により廃止が法定
- 1999年（平成11年）7月30日：改正（民間資金等の活用による公共施設等の整備等の促進に関する法律（平成11年7月30日法律第117号）附則第6条）
- 1999年（平成11年）10月1日：廃止

## 内容
- 第1章　総則（第1条～第7条）
第1条の2で、「東北地方」を、青森県、岩手県、宮城県、秋田県、山形県、福島県及び新潟県の区域と定義している。
- 第2章　役員及び職員　（第８条～第18条）
- 第3章　業務（第19条～第23条）
- 第4章　会計（第24条～第32条）
- 第5章　監督（第33条～第35条）
- 第6章　補則（第36条）
- 第7章　罰則（第37条～第39条）